# Емилия Клара
Емилия Клара (на латински: Aemilia Clara) е римлянка от 2 век, майка на римския император през 193 г. Дидий Юлиан.

## Произход
Фамилията ѝ произлиза от колонията Хадруметум в Северна Африка (днес Сус, Тунис). Дъщеря е на Емилий. Майка ѝ е внучка на Марк Салвий Юлиан от gens Салвии (от този gens произлиза и римският император Отон). Дядо ѝ бил известен юрист и служил при Адриан (упр. 117 – 136) и е автор на Edictum Perpetuum. Баща ѝ и брат ѝ са били също юристи.
Майка ѝ е роднина на Публий Салвий Юлиан, най-значимият римски юрист на всички времена, написал 90 libri digesta (дигести).

## Фамилия
Омъжва се за Квинт Петроний Дидий Север, римски политик от знатната фамилия Дидии от Медиоланум (Милано) и има с него три деца:
- Дидий Прокул (* 125)
- Дидий Нумий Албин (* 130)
- Марк Дидий Север Юлиан (* 30 януари 133 г. или 2 февруари 137 г.), познат като Дидий Юлиан, римски император през 193 г.

Баба е на Дидия Клара (* 153 г.), дъщеря на Дидий Юлиан и Манлия Сканцила.